# Bonkwerd
Bonkwerd (Fries: Bonkwert, of Bunkwert) is een buurtschap in de gemeente Waadhoeke, in de Nederlandse provincie Friesland. De plaats ligt tussen Franeker en Sneek en tussen Wommels en Spannum ten noorden van de N359 en bestaat uit enkele verspreide boerderijen aan de doodlopende weg de Bonkwerterreed.
De plaats wordt aangegeven met een wit plaatsnaambord staat. Bonkwerd ligt in de Polder Bonkwerd, binnen het dorpsgebied van Spannum.

## Geschiedenis
De buurtschap is ontstaan op twee terpen uit de late IJzertijd, Felsum in het noorden en Bonkwerd in het zuiden. De twee terpnederzettingen zijn uiteindelijk één plaats geworden. De Nieuwe Encyclopedie van Fryslân duidt beide terpen aan als buurtschappen van Spannum.

### Terp Felsum
De terp van Felsum werd enkele honderden jaren voor Christus opgeworpen en is begin 20e eeuw grotendeels afgegraven. Scherven die gevonden werden in het overgebleven deel wijzen op een bewoning vanaf halverwege de eerste eeuw van de christelijke jaartelling. In 1998 werd op de terp een bronzen Romeinse hanger uit de tweede of derde eeuw na Christus gevonden. De hanger was mogelijk verguld en had een versierde voorkant met vier puntcirkels.
De terp werd onder andere gespeld als Felsum in 1480, als Feltsum in 1543 en 1570, als Phelzum vanaf de 17e eeuw en als Phelsum in de 19e en 20e eeuw. Boerderijen ter plaatse werden aangegeven als Klein Phelsum en Groot Phelsum. De plaatsnaam wijst mogelijk de woonplaats (um/heem) van de persoon Felle, met de mogelijke betekenis 'valk' of 'vreemdeling'.
De Felsumerleane, van Spannum richting Wommels is vernoemd naar de terp Felsum.

### Terp Bonkwerd
In 2009 werden een aantal scherven gevonden bij een verbouwing van een van de twee boerderijen op de terp. De scherven waren van een Romeinse stenen kaasvorm wat duidde op contacten met de Romeinen rond het begin de jaartelling.
De terp werd onder andere gespeld als Buurckwert in 1487, als Buynckwert in 1530, als Bunckwert in 1532 en als Bunkerte vanaf de 19e eeuw. Deze laatste spelling wordt door het kadaster tot in de 20e eeuw gebruikt. De precieze betekenis van de plaatsnaam is onduidelijk. Het tweede element 'werd' duidt op een werd of wierde, ofwel een terp. Het eerste deel wijst misschien naar de persoon Bonne, of Bonika, wat mogelijk "(de kleine) strijder die kan doden" betekent.

### Buurtschap Bonkwerd in de 20e en 21e eeuw
Door de polder liep een kerkpad geheten van Spannum naar Edens via Bonkwerd. Tussen Spannum en Bonkwerd ligt er anno 2024 nog steeds een wandelpad.

## Stinswieren en molen
Bij Bonkwerd hebben mogelijk enkele stinsen gestaan. In 1487 is er sprake van de Huuckensera-state, of Hoekensstins, met mogelijk een stinswier. De Schotanuskaart van 1718 geeft twee stinswieren aan.
Aan het einde van de Bonkwerderreed stond in de 19e en 20e eeuw een poldermolen, de Molen van De Boer. De molen is een zogenaamde monniksmolen (muonts), een kleine achtkante bovenkruier. De molen werd gebouwd in 1886 en rond 1957 gesloopt.
Steden, dorpen en gehuchten: Achlum · Baijum · Beetgum · Beetgumermolen · Berlikum · Blessum · Boer · Boksum · Deinum · Dongjum · Dronrijp · Engelum · Firdgum · Franeker · Herbaijum · Hitzum · Klooster-Lidlum · Marssum · Menaldum · Minnertsga · Nij Altoenae · Oosterbierum · Oudebildtzijl · Peins · Pietersbierum · Ried · Ritsumazijl · Schalsum · Schingen · Sexbierum · Sint Annaparochie · Sint Jacobiparochie · Slappeterp · Spannum · Tzum · Tzummarum · Vrouwenparochie · Welsrijp · Westhoek · Wier · Winsum · Zweins

Buurtschappen: Arkens · Bonkwerd · Dijkshoek · Doijum · Fatum · Hatsum · Het Hooghout · Kie · Kiesterzijl · Kingmatille · Klooster Anjum · Koehool · Laakwerd · Lutjelollum · Miedum · Nieuwebildtzijl · Oosterend · Oosthoek · Rewerd (deels) · Roptazijl (deels) · Salverd · Schildum · Sopsum · Stad Niks · Tolsum · Tritzum · Tjeppenboer · Vrouwbuurtstermolen (deels) ·  Weakens · Westerend · Zwarte Haan

Voormalige buurtschappen:Barrum · De Kampen · De Poelen · De Vlaren · Dijksterhuizen · Franjumerburen · Holprijp · Koum · Langwerd · Teetlum · Memerd · War 

Friesland: Steden en dorpen      Nederland: Provincies · Gemeenten